# Fulmináty

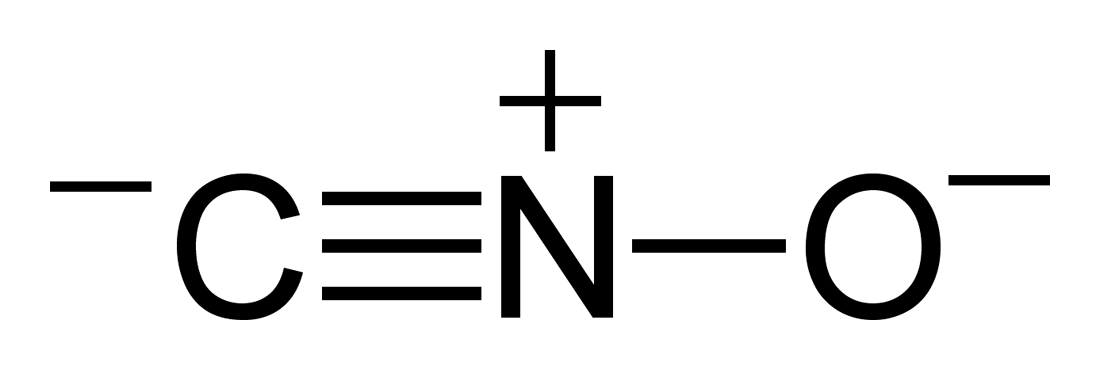
Strukturní vzorec fulminátového iontu

Fulmináty jsou soli nebo estery kyseliny fulminové, obsahují aniont (CNO)−. Anion je izomerní ke kyanatanovému aniontu – uprostřed lineární struktury nemá atom uhlíku, ale dusíku.
Jsou velmi nebezpečné a často se používají jako detonátory. Jejich páry jsou toxické.
Nejznámějším zástupcem je fulminát rtuťnatý (Hg(CNO)2).

## Historie
Fulmináty objevil Edward Charles Howard v roce 1800.
Použití fulminátů ve střelných zbraních poprvé předvedl skotský duchovní Alexander John Forsyth, který si v roce 1807 nechal patentovat perkusní zámek. Ten obsahoval malou nádobku naplněnou fulminátem rtuťnatým. Joshua Shaw později přišel na způsob, jak fulminát zapouzdřit do kovu ve formě perkusní zápalky, ale svůj vynález si nechal patentovat až v roce 1822.
V 20. letech 19. století objevil organický chemik Justus Liebig fulminát stříbrný (AgCNO) a Friedrich Wöhler nezávisle na něm kyanatan stříbrný (AgOCN). Obě látky mají stejné chemické složení, ale liší se vlastnostmi, což vedlo ke sporu, který vyřešil Jöns Jacob Berzelius zavedením pojmu izomery.

## Podobné sloučeniny
- Kyanatany (M+OCN)
- Thiokyanatany (M+SCN)

kde M+ je (anorganický) kation kovu.